# Моріансгофд
Моріансгофд (нід. Moriaanshoofd) — селище в нідерландській провінції Зеландія. Входить до муніципалітету Схаувен-Дьойвеланд. Наразі у селищі нараховується близько 20 будинків.